# 若松俊秀
若松 俊秀（わかまつ としひで、1965年〈昭和40年〉12月6日 - ）は、日本の俳優。宮崎県出身。本名同じ。

## 事務所移籍の流れ
役者デビュー当時、1985年 - 1998年までは株式会社東京宝映テレビに所属していた。なお、東京宝映の同系列の個人事務所である有限会社香山事務所との専属契約を結び1987年 - 1998年まで、所属俳優として在籍している。
1987年 - 2000年、有限会社白旗事務所在籍。
2000年、株式会社ケィサイドに所属。2023年6月、社長の川端薫の死去により同社が解散したことに伴い、個人事務所我流凱伝事務所を設立。

## 人物・略歴
高校時代は生徒会の副会長兼体育部長や剣道部の主将をやっており、先生に「お前の場所を空けておくから、体育の教師になって戻って来い」と言われていたことからそのために上京したが、劇団にスカウトされて映画や演劇の魅力に目覚め、1985年、東京宝映テレビの研究生となり俳優活動を開始。1990年5月、青山円形劇場にて舞台『チャンピオン』に臨み、これをきっかけに役者として本格的に活動を始める。
スーパー戦隊シリーズ『鳥人戦隊ジェットマン』（1991年2月から1992年2月、テレビ朝日系列）で結城凱 / ブラックコンドルを演じ、人気を集めた。
2011年のスーパー戦隊シリーズ『海賊戦隊ゴーカイジャー』に井上敏樹からのオファーを受け、9月4日の放送回で1991年以来、20年ぶりに結城凱を演じた。（鳥人戦隊ジェットマン撮影期間：1990年12月～1991年12月）
2020年、我流凱伝ツイキャス若松俊秀Radio配信配信開始。毎週末土曜日21時から配信中。
趣味はサーフィン、絵画、乗馬。特技は剣道三段、柔道初段、空手、合気道。サーフィンを知るきっかけは『ジェットマン』で天堂竜 / レッドホーク役を演じた田中弘太郎から教わったという。その後も時間を見つけては、田中とサーフィンに出掛けている。
プロ野球は読売ジャイアンツのファンである。MLBロスアンゼルスDodgers大谷翔平選手のファンである。

## エピソード
- 上京後、深夜にテレビでやっていた映画『宮本武蔵』、『用心棒』を観てこんな時代劇映画を撮りたいと思うようになるが、作りたいと考えているだけではなく、先ずは出てみようと考えるようになり、俳優の道へと進んだ[9]。
- 22歳の時に挑んだ舞台『チャンピオン』では、作品に入る前にアメリカンフットボールを題材にした作品に出演していた為、体を鍛えて体重が75キログラム超になっていたが、『チャンピオン』では悩み多きフェザー級ボクサーの役であったため、階級のウェイト上限である57キログラムまで一気に18キログラムを落とすこととなった[7]。若松自身は、体育会系の人間なのでストイックに体重を落とすことに苦労はなかったと述べている[7]。この作品の好演が切っ掛けとなり、MBS/TBS系昼帯ドラマへのレギュラー出演起用となる。
- 1990年10月に戦隊シリーズ15代目の作品『鳥人戦隊ジェットマン』のメインキャストオーディションを受け、ブラックコンドル結城凱役として大抜擢され、歴史あるスーパー戦隊シリーズの中でも随一のドラマ性に富んだ作品を牽引することとなる。
- 1992年から東映京都太秦撮影所での時代劇作品にも数多くゲスト主役として起用され、1994年に『暴れん坊将軍Ⅵ』御庭番・速水左平次役レギュラー出演への布石となっている。
- 1993年にレギュラー出演したNHK大河ドラマ『炎立つ』では主演の渡辺謙やメインキャストと兄弟役ということもあり、公私共に後年も大変お世話になったと若松俊秀本人は語っている。
- 1996年2月12日放送『名探偵コナン』第6話「バレンタイン殺人事件」で「若松俊秀」というキャラクターが登場している。この回はアニメオリジナルストーリーで脚本は『鳥人戦隊ジェットマン』の井上敏樹であり、キャラクター名は若松本人から来ている。
- 幼少の頃に好きだったヒーローは『ウルトラマンシリーズ』、『ゴジラ』、『スーパーマン』。
- 2000年公開の映画『雨あがる』では主演の寺尾聰が演じる三沢伊兵衛と御前試合の初戦で相対する鍋山太平を好演。乗馬も嗜むことから馬周りの騎馬隊にも抜擢される。

### 『ジェットマン』関連のエピソード
オーディションでは、監督の雨宮慶太や脚本家の井上敏樹ら審査員と年齢が近かったこともあり話が合い、海外ドラマや黒澤映画の話などで盛り上がったという。後に井上からは、最初からブラックに決まっていたと言われている。また、雨宮は凱のメイン回は自身が担当すると宣言していたという。
演じた結城凱について、人間味が溢れ共感できる部分の多い好漢だと述べており、演技については凱が自身の中に降りてくる感覚で役になりきっていたという。
作品撮影過程では演出面でも若松のアイデアは重要な場面で数多く採用されている。当初の台本では変身後に「レッド」「ブラック」と呼び合っていたが、作品の方向性を考え名前で呼び合うようにした。また、役柄に沿わない演出をされそうになった時には演出家に対してハッキリと意見を述べ、自身に託された一年間に亘るブラックコンドル結城凱としての役づくりに真摯に向き合う姿勢をみせた。なお、立ち位置のバミリなども芝居の邪魔になるとして断っていた。特にカメラマンのいのくままさおから自身の考えを理解して貰えたことは有難かったと述べている。役作りの一環としてクランクイン当初、劇中の凱と同様に他のメンバーとは距離を置くようにしていた。
メインライターの井上とは、若松が監督の東條と凱のキャラクター性について意見が食い違った際に井上と私的に話し合ったのをきっかけに関係が深まり、撮影当時は週に5日は作品について語り合い、それが脚本に反映されることもあったという。最終話で凱が死ぬという展開も、第18話「凱、死す！」で井上が冗談で凱が死ぬと言っていたことを経て、若松が最終回に取り入れることを提案したものであった。凱を刺したひったくり役をブラックコンドルのスーツアクターである大藤直樹が演じたのも若松の提案である。
第20話の撮影では、突風でベンチが頭に当たるというシーンで実際に頭から流血し、その日の撮影を終えて病院へ行ったが、白いタキシード姿で流血している特殊な状況であったため説明に困ったという。
バイクアクションはなるべくスタント無しで演じており、爆発のくぐり抜けや落下などもこなしていた。若松は、最初は危険だと言われていたが一度やってしまうと次々に注文が来たと述べている。
第10話の挿入歌「陽気なアコちゃん」の作曲も手掛けた。若松は撮影現場で依頼され、1日で仕上げたという。
放映当初から特撮ファンや子供と一緒に見ていた親世代（中でも母親）からの人気が非常に高く、放映中は視聴者からオーダースーツや作品にも登場するジッポライター、バーボンウイスキー、そしてお米券やビール券が多数プレゼントとして贈られてきた。
『ゴーカイジャー』に結城凱として19年ぶりに出演した際は、凱はすでに『ジェットマン』の最終回で死んでいるため、現世に降り立って戦うという設定になっている。また、若松の希望で、ブラックコンドルのスーツアクターを『ジェットマン』当時と同じ大藤が担当している。

## 出演

### テレビドラマ
- 妻そして女シリーズ / 家族の幻影（1990年8月27日 - 9月28日、MBS・TBS系） - 倉本哲夫
- スーパー戦隊シリーズ（テレビ朝日） - 結城凱 / ブラックコンドル
  - 鳥人戦隊ジェットマン（1991年2月15日 - 1992年2月14日）
  - 海賊戦隊ゴーカイジャー 第28話「翼は永遠に」（2011年9月4日）
- 暴れん坊将軍シリーズ（テレビ朝日）
  - 暴れん坊将軍IV
    - 第50話「血涙! 愛しき忠義」（1992年3月8日） - 柿岡清右衛門
    - 第68話「危うし! 吉宗、妖刀村正騒動」（1992年8月8日） - 加東栄之進

  - 暴れん坊将軍V
    - 第9話「一目惚れ、仲よく危機一髪!」（1993年6月12日） - 植村熊次郎
    - 第27話「新さん負けるな！大競馬」（1993年12月4日） - 速水連三郎

  - 暴れん坊将軍VI（1994年10月8日 - 1996年1月20日） - 御庭番・速水左平次
- つっぱり家族 ミナト神戸発 幸せさがし（1992年4月12日、MBS） - 川上武
- 特捜エクシードラフト 第24話「傷だらけの迷走」（1992年7月12日、テレビ朝日） - 名取浩司
- あばれ八州御用旅 第3シリーズ 第7話「地獄に落ちた女郎蜘蛛」（1992年8月28日、テレビ東京） - 伊助
- 昭和最後のダンディー ディック・ミネと四人の妻たち（1992年8月13日、テレビ朝日）
- 将軍家光忍び旅II 第7話「将軍暗殺? 樵たちの反乱」（1992年、テレビ朝日） - 半助
- お茶の間 第6話「一生なんて愛せるの?」（1993年2月13日、よみうりテレビ・日本テレビ系） - 麻雀をしている男
- 花王 愛の劇場 / 天国からもういちど（1993年4月5日 - 5月21日、TBS） - 山口吾郎
- 大河ドラマ / 炎立つ 第一部（1993年7月4日 - 9月26日、NHK） - 安倍正任
- 世にも奇妙な物語 真夏の特別編「隣の声」（1993年7月30日、フジテレビ） - 高橋
- 藤田まことの丹下左膳「江戸城狙わる！義賊暗闇小僧を追う左膳と大岡越前」（1993年8月12日、テレビ朝日） - 矢助
- 金曜時代劇 / はやぶさ新八御用帳 第十五回「江戸の初夢～新春恋模様」 （1994年1月7日、NHK総合） - 奥田彦四郎
- 火曜サスペンス劇場 / 取調室2（1995年7月18日、日本テレビ） - 柴田刑事
- 妊娠ですよ2（1995年10月16日 - 12月18日、関西テレビ・フジテレビ系） - 美容師
- 快刀!夢一座七変化 第2話「劇場を占拠した女」（1996年10月24日、テレビ朝日） - 朝吉
- 12時間超ワイドドラマ  / 徳川剣豪伝 それからの武蔵 第6部（1996年1月2日、テレビ東京） - 阿部弥五兵衛
- 東芝日曜劇場 / ふたりのシーソーゲーム 第8話「疑惑と裏切り」（1996年9月1日、TBS）
- 忠臣蔵 第1話「元禄最大の事件」（1996年10月9日、フジテレビ） - 伊達左京亮
- ナショナル劇場→パナソニック ドラマシアター / 水戸黄門（TBS・C.A.L）
  - 第25部 第31話「湖水に秘めた忍ぶ恋・十和田」（1997年7月28日） - 左平次（笹岡平次郎）
  - 第29部 第15話「非道巡察使に喝ッ!・高山」（2001年7月9日） - 柳井清十郎
  - 第40部 第1話「陰謀暴き、いざ北へ!終わりなき世直しの旅 水戸・江戸」（2009年7月27日） - 相川甚助
- くれなゐ（1998年4月13日 - 6月22日、読売テレビ・日本テレビ系） - 西本浩二
- 土曜ワイド劇場 / 警視庁女性捜査班 金曜日の暴行魔（1999年1月30日、テレビ朝日） - 小野良行
- はみだし刑事情熱系 PART3 最終話「小樽〜敦賀 涙の日本海殺人ルート！兵吾ついに告白の決意」（1999年3月24日、テレビ朝日） - 篠塚
- NHKドラマ館 / 天涯の花（1999年11月6日・13日、NHK総合） - 山本
- 柳橋慕情 第11回「母と子の絆」・第15回「愛しい人よ」（2000年11月13日・12月18日、NHK総合） - 町道場の門弟
- 土曜ワイド劇場 / 棟居刑事の黙示録（2000年11月18日、テレビ朝日） - 城山刑事
- ナショナル劇場 / 大江戸を駈ける! 第14話「危険な好奇心」（霊岸島）（2001年3月12日、TBS・C.A.L） - 權太
- 女と愛とミステリー / 多摩南署たたき上げ刑事・近松丙吉 冷たい灼熱（2001年8月8日、テレビ東京） - 石原刑事
- 火曜時代劇 / 市川右太衛門追悼企画 旗本退屈男 第7話「謎の鬼面城」（2001年9月18日、フジテレビ） - 杉野力也
- 火曜サスペンス劇場 / 出戻り弁護士 夫の突然の無理心中焼死事件（2002年2月19日、日本テレビ） - 桑田聡
- 愛の劇場 / 温泉へ行こう 第3シリーズ 第41回「海堂の告白」（2002年3月26日、TBS） - 水島
- ケータイ刑事 銭形愛 第5話「消えた凶器の謎 〜チューボーですよ!殺人事件〜」（2002年11月3日、BS-i）
- 女と愛とミステリー / 芸能記者・柳田信吉の挑戦 スター誕生殺人事件（2003年2月26日、テレビ東京） - 芸能記者
- 女と愛とミステリー / 山村美紗サスペンス 不倫調査員・片山由美4 京都・宇治伏見殺人慕情（2003年3月26日、テレビ東京） - 鉄工所の従業員
- 春のドラマスペシャル / 女子刑務所東三号棟4「母さん、死んでほしかった…娘の涙、獄舎の母の愛」（2003年4月6日、TBS） - 星野雅彦
- 月曜ミステリー劇場→月曜ゴールデン / 自治会長 糸井緋芽子 社宅の事件簿シリーズ（TBS） - 井野原健司
  - 自治会長 糸井緋芽子社宅の事件簿4（2004年3月22日）
  - 自治会長 糸井緋芽子社宅の事件簿9（2009年2月16日）
- ラブ・ジャッジ2（2004年12月28日、TBS） - 翔
- 月曜ミステリー劇場 / 交通特別捜査係 警部補・結城あかね（2005年1月24日、TBS） - 捜査員・岩下
- 渡る世間は鬼ばかり 第7シリーズ 第47話・第48話（2005年3月3日・10日、TBS） - 石川保
- 冬のドラマスペシャル / 屋形船の女4 隅田川の花嫁慕情（2005年12月18日、日本テレビ） - 刑事
- TBSテレビ放送50周年特別企画 里見八犬伝 前編（2006年1月2日、TBS）
- 愛の劇場 / 病院へ行こう! 最終話（2006年3月25日、TBS） - 森山耕司
- 愛の劇場 / 大好き!五つ子Go2!! 第22話 - 第25話（2006年8月15日 - 18日、TBS） - 杉浦貞夫
- 土曜時代劇 / まっつぐ〜鎌倉河岸捕物控〜 第1回「カタキ討ち」・第3回「金座裏が動く」（2010年4月17日・5月8日、NHK総合） - 根島秀太郎
- 月曜ゴールデン / 税務調査官・窓際太郎の事件簿21（2010年11月1日、TBS） - 細野克己
- 水曜ミステリー9 / 落としの鬼 刑事 澤千夏～半落ちの女～（2012年2月1日、テレビ東京） - 大林晃
- 月曜ゴールデン / 警視庁心理捜査官 明日香2（2012年2月13日、TBS） - 正木
- パナソニックドラマシアター / ハンチョウ〜警視庁安積班〜 シリーズ5 第9話「母親の命か?子どもの命か?」(2012年6月4日、TBS） - 南弘和
- 土曜ワイド劇場 / デパート仕掛け人!天王寺珠美の殺人推理5（2012年8月25日、テレビ朝日） - 村瀬隆
- 相棒 season11 第12話「オフレコ」（2013年1月16日、テレビ朝日） - 葉村比呂臣
- 土曜ワイド劇場 / 100の資格を持つ女(7)（2013年6月15日、ABCテレビ・テレビ朝日系）
- 衝撃ゴウライガン!!（2013年10月5日 - 12月28日、テレビ東京） - 若林シンジ・ジン
- 癒し屋キリコの約束 第27話（2015年9月8日、東海テレビ・フジテレビ系）

### 映画
- マイフェニックス（1988年5月13日、東宝）
- 8マン すべての寂しい夜のために（1992年12月2日、リム出版） - 横田刑事
- くノ一忍法帖 柳生外伝（1998年7月11日、キングレコード＝東北新社） - 香炉銀四郎
- 雨あがる（2000年1月22日、東宝＝アスミック・エース エンタテインメント） - 鍋山太平
- HE-LOW THE FINAL（2022年5月27日、エレファントハウス） - 結月大

### オリジナルビデオ
- くノ一忍法帖IV 忠臣蔵秘抄（1994年3月24日、キングレコード） - 月ノ輪求馬
- どチンピラ18 欲望の標的（1997年1月31日、ケイエスエス） - 神風会組員
- 本気（マジ）9 憤怒編!（1998年8月7日、徳間ジャパンコミュニケーションズ） - 雨宮卓也

### 舞台
- チャンピオン（1990年5月、青山円形劇場）
- 東宝現代劇5月・6月特別公演「渡る世間は鬼ばかり」（2000年5月 - 6月、芸術座） - 青山公次
- 劇団たいしゅう小説家 第8回公演「H〜i!Jack!!〜やぁ!ジャックさん!!〜」（2005年7月23日 - 31日、東京芸術劇場 小ホール2） - 機長
- 近藤を待ちながら（2010年8月17日 - 22日、GEKI地下リバティ） - 土方歳三
- Team Media Factory 第10回公演「Walk Don't Run」（2017年6月7日 - 11日、築地本願寺ブディストホール） - 鷲尾仁
- 演劇ユニット金の蜥蜴 第十三回公演「葵上〜源氏物語より〜」(2018年2月14日 - 18日、築地本願寺ブディストホール)  - 横川小聖
- 劇団ドガドガプラス第26回公演「浅草アリス IN WANDER LAND」(2018年8月18日 - 27日、浅草東洋館劇場） - 涙棲樹哉郎
- 劇団ドガドガプラス第27回公演「台所太平記～KITCHEN WARS～」（2019年2月16日 - 25日、浅草東洋館劇場） - 谷崎潤一郎
- ファイアマンの遺言（2019年10月17日 - 20日、シアターグリーン BASE THEATER）[10]
- 劇団ドガドガプラス第34回公演「SEXY女優事変 -人妻死闘篇-」（2024年4月24日 - 30日、浅草東洋館劇場） - 大國魂健太
- ミュージカル「オダジマ・レイの結婚」（2025年7月11日 - 13日、新宿シアタートップス）[11]

### その他
- 不滅の戦隊ヒーロー大全集（1995年3月21日、テレビ朝日、宮内洋・小牧リサと共に「戦隊OBチーム」で参加）
- ショッカーO野の秘密基地へようこそ!!（2016年5月1日、インターネットラジオ） - ゲスト[12]
- 2017年08月12-08月13日、フィリピンのマンダルヨン市にて、ファン交流イベント「Otaku Expo Reload 2017 x TOKUSPIRITS」で、『光戦隊マスクマン』の海津亮介、『地球戦隊ファイブマン』の信達谷圭、『超電子バイオマン』の牧野美千子、『高速戦隊ターボレンジャー』の佐藤健太、『五星戦隊ダイレンジャー』の羽村英と共にゲスト演出をし、それぞれのオープニング主題歌を歌唱した[13]。
- 2022年8月アメリカ合衆国カリフォルニア州パサデナで開催されたパワーモフィコンに海賊戦隊ゴーカイジャー第28話で共演したゴーカイレッド・マーベラス役の小澤亮太と共にゲスト招待された。